# Toro Rosso STR12
Chronologie des modèles (2017)
Toro Rosso STR11 Toro Rosso STR13
La Toro Rosso STR12 est la monoplace de Formule 1 engagée par la Scuderia Toro Rosso dans le cadre du championnat du monde de Formule 1 2017. La paire de pilotes officialisés à son volant  au départ de la saison était constituée du Russe Daniil Kvyat et de l'Espagnol Carlos Sainz Jr, le Français Pierre Gasly étant pilote-essayeur. Aux Grands Prix de Malaisie et du Japon, Daniil Kvyat est remplacé par Pierre Gasly et Carlos Sainz Jr dispute ses dernières courses avant de rejoindre Renault. Kvyat fait son retour au sein de l'équipe à partir du Grand Prix des États-Unis où il est épaulé par Brendon Hartley qui remplace Gasly.
Conçue par l'ingénieur britannique James Key, la STR12 est présentée le 26 février 2017 sur le circuit de Barcelone en Espagne.

## Résultats en championnat du monde de Formule 1
| Saison | Écurie              | Moteur                  | Pneus   | Pilotes          | Courses | Courses | Courses | Courses | Courses | Courses | Courses | Courses | Courses | Courses | Courses | Courses | Courses | Courses | Courses | Courses | Courses | Courses | Courses | Courses | Points inscrits | Classement |
| Saison | Écurie              | Moteur                  | Pneus   | Pilotes          | 1       | 2       | 3       | 4       | 5       | 6       | 7       | 8       | 9       | 10      | 11      | 12      | 13      | 14      | 15      | 16      | 17      | 18      | 19      | 20      | Points inscrits | Classement |
| ------ | ------------------- | ----------------------- | ------- | ---------------- | ------- | ------- | ------- | ------- | ------- | ------- | ------- | ------- | ------- | ------- | ------- | ------- | ------- | ------- | ------- | ------- | ------- | ------- | ------- | ------- | --------------- | ---------- |
| 2017   | Scuderia Toro Rosso | Renault R.E.17 V6 Turbo | Pirelli |                  | AUS     | CHI     | BAH     | RUS     | ESP     | MON     | CAN     | AZE     | AUT     | GBR     | HON     | BEL     | ITA     | SIN     | MAL     | JAP     | USA     | MEX     | BRE     | ABU     | 53              | 7e         |
| 2017   | Scuderia Toro Rosso | Renault R.E.17 V6 Turbo | Pirelli | Daniil Kvyat     | 9e      | Abd     | 12e     | 12e     | 9e      | 15e*    | Abd     | Abd     | 16e     | 15e     | 11e     | 12e     | 12e     | Abd     |         |         | 10e     |         |         |         | 53              | 7e         |
| 2017   | Scuderia Toro Rosso | Renault R.E.17 V6 Turbo | Pirelli | Carlos Sainz Jr. | 8e      | 7e      | Abd     | 10e     | 7e      | 6e      | Abd     | 8e      | Abd     | Abd     | 7e      | 10e     | 14e     | 4e      | Abd     | Abd     |         |         |         |         | 53              | 7e         |
| 2017   | Scuderia Toro Rosso | Renault R.E.17 V6 Turbo | Pirelli | Pierre Gasly     |         |         |         |         |         |         |         |         |         |         |         |         |         |         | 14e     | 13e     |         | 13e     | 12e     | 16e     | 53              | 7e         |
| 2017   | Scuderia Toro Rosso | Renault R.E.17 V6 Turbo | Pirelli | Brendon Hartley  |         |         |         |         |         |         |         |         |         |         |         |         |         |         |         |         | 13e     | Abd     | Abd     | 15e     | 53              | 7e         |

Légende : ici 